# アスチュート (原子力潜水艦)
アスチュート（HMS Astute, S119）は、イギリス海軍の原子力潜水艦。アスチュート級原子力潜水艦の1番艦でネームシップ。1997年1月31日にゼネラル・エレクトリック・カンパニーの子会社マルコーニ・マリーン（現在のBAEシステムズ・サブマリンズ）に発注され、イギリス海軍初の潜水艦であったホランド1の起工から100年後にあたる2001年1月31日にキールを据えて起工され、2007年6月8日にコーンウォール公爵夫人（のちの王妃）カミラにより進水式が執り行われた。
「明敏な」、「抜け目ない」を意味する形容詞である「アスチュート」（astute）を艦名とする艦船は、第二次世界大戦中に就航したアンフィオン級潜水艦の「HMS アスチュート、P447)」以来2隻目である。「アスチュート」は世界でも最新鋭の潜水艦の一つであると評価されている。

## 艦歴

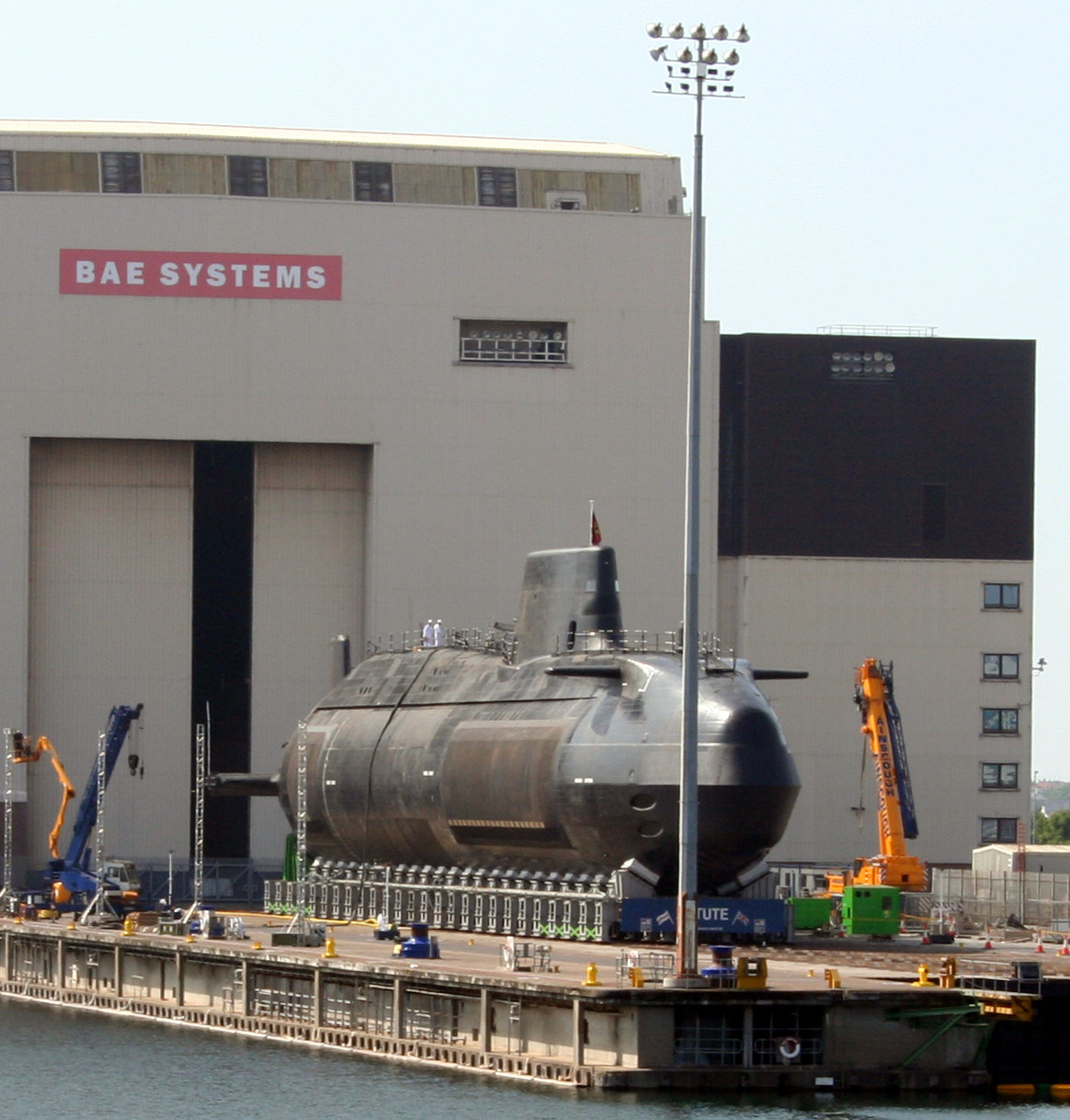
就役に備えた状態の潜水艦 HMS アスチュート, S119

### 進水式
「アスチュート」は、2007年6月8日にバロー・イン・ファーネスのBAE システムズ・サブマリン・ソリューションズの施設において、チャールズ3世（当時皇太子）の妃カミラを主賓とし、1万人の観衆の前で進水式が執り行われた。イギリスにおいて建造された潜水艦としては1998年に進水した「S31 ヴェンジャンス」以来となる。
「アスチュート」はバローを2009年11月15日に出発し、11月20日に母港となるクライド海軍基地のファスレーン湾に到着した。2010年2月16日に公試のため湾を離れ2月18日に初の潜水が行われた。8月27日に命名者であるカミラの出席する式典において正式に就役しHMSの接頭辞が与えられた。

## 概観

### 航続距離
排水量7,400トンの「アスチュート」が装備するPWR2型原子炉は、艦に予定されている25年の就役期間中に燃料交換を必要としない。真水および酸素の製造装置も装備しているため潜水した状態で世界一周も可能であるが、98人の乗員の食糧補給が必要になるため実際の任務期間は数か月が限度となる。 

### 兵装
「アスチュート」は陸上目標の攻撃が可能な38基のトマホーク巡航ミサイル（ブロックIV）を装備している。このミサイル一基の値段は50万英ポンドである。1,240マイル（2,000キロメートル）内の目標であれば着弾時の誤差は数メートルである。

## 建造の遅延と予算超過
「アスチュート」の進水は計画よりも43か月遅延し、9億英ポンドの予算超過が発生した。この遅延は設計に用いられた3次元CADに起因しており、2006年に国防省のアダム・イングラムは、CADプログラムの複雑性により、CADがもたらすと予想していた利便性は国防省と契約者の双方が想定していたよりも実現するのが難しくなったと述べている。ほかにもGECマルコーニ社のプログラム管理能力が不十分であったと指摘された。BAEシステムズと国防省はプログラムの問題を公表したうえで、2003年2月に合意に達し、それぞれ2.50億ポンド、4.30億ポンドを追加支出すると発表した。
プロジェクトの遅れを取り戻すための方策として、心理学者を招いてコミュニケーションと管理効率の向上が図られた。アメリカの建造技術、特にジェネラル・ダイナミクス・エレクトリック・ボートのものを導入することで建造に必要な人員削減も行われた。潜水艦のパーツは重力により作業が容易になることを見越して垂直方向に建造が進められた。

## 事件・事故
2010年の就役から「アスチュート」には数々の問題が発生した。ザ・サンは「呪われた艦」と呼び、ミラーとデイリー・テレグラフからはそれぞれ「SS カラミティー」、「HMS カラミティー」（災難）とあだ名された。

### 座礁およびタグボートとの衝突

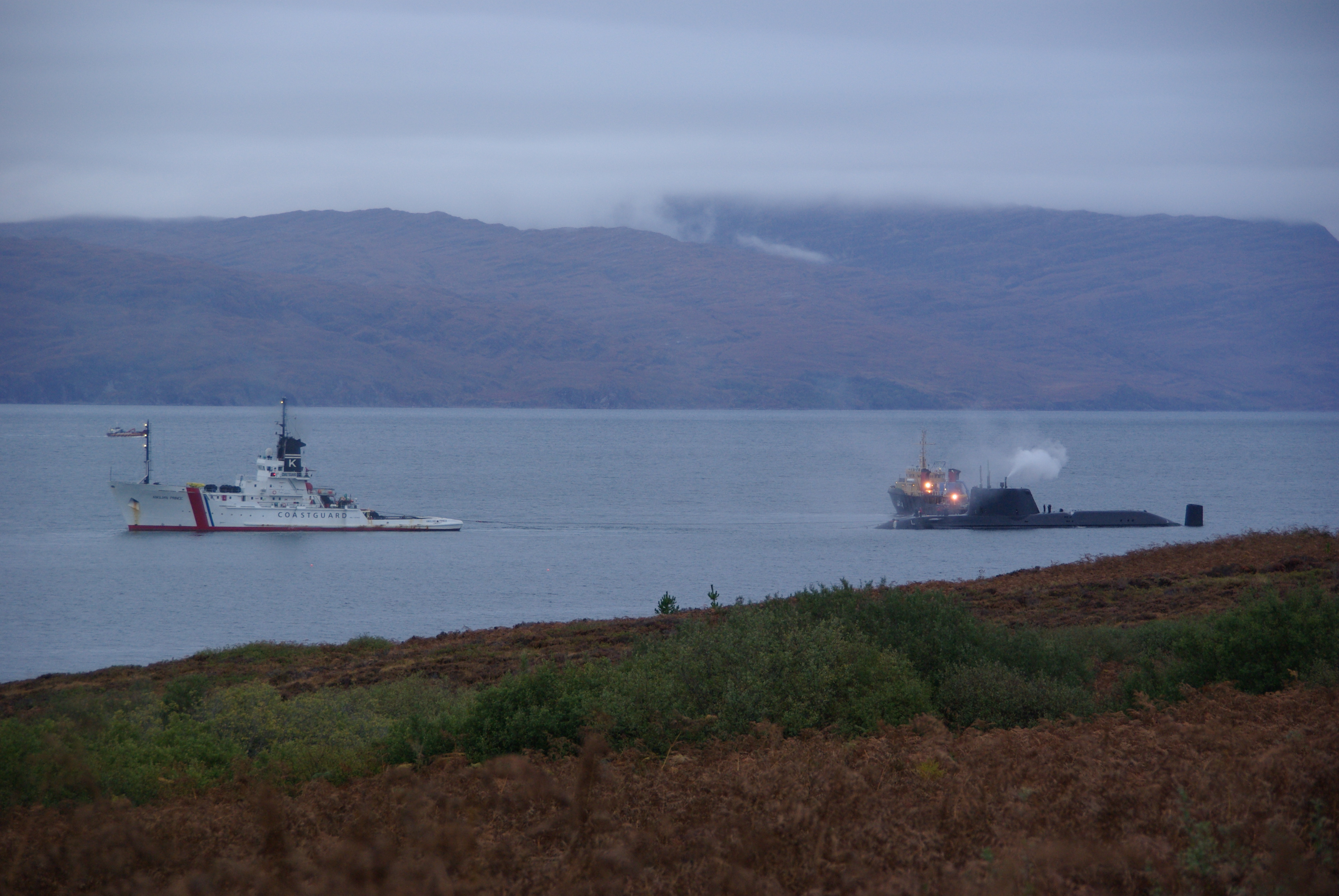
座礁した「アスチュート」と緊急時対応用タグボートの「アングリカン・プリンス」

2010年10月22日に国防省は、「アスチュート」がスカイ島沖において「困難に直面している」と発表した。地元の目撃者によると、艦はスカイ橋から数マイルの地点において座礁していた。艦に貼られた無音響タイルの損傷を最少にとどめるため、艦長は船尾の障害物を自力で排除するよりタグボートを待つことにした。海事沿岸警備庁のチャーターした緊急時対応用タグボート「アングリカン・プリンス」がストーノウェーから現場に向かい、海軍のスポークスマンは、艦は沈泥に乗り上げたが、満潮時に無事浮揚したと発表した。この事故によるけが人はいなかった。
しかしこの作業中に「アスチュート」とタグボートが衝突し、潜水艦の右舷潜舵が損傷した。「アスチュート」は自力でファスレーンに戻り、調査が行われた結果、座礁と衝突による損害は軽微であると評価された 。
2010年10月27日に海軍は「アスチュート」の艦長を解任したと発表した。後にこの艦長は軍法会議にはかけられないことが決定された。12月に「S88 タイアレス」の艦長ブリッケンリッジが後任に任命された。

### 信頼性
「アスチュート」は12月11日に座礁後初めて出港したが、蒸気発生器の不具合により一日で帰還した。

### 殺人事件

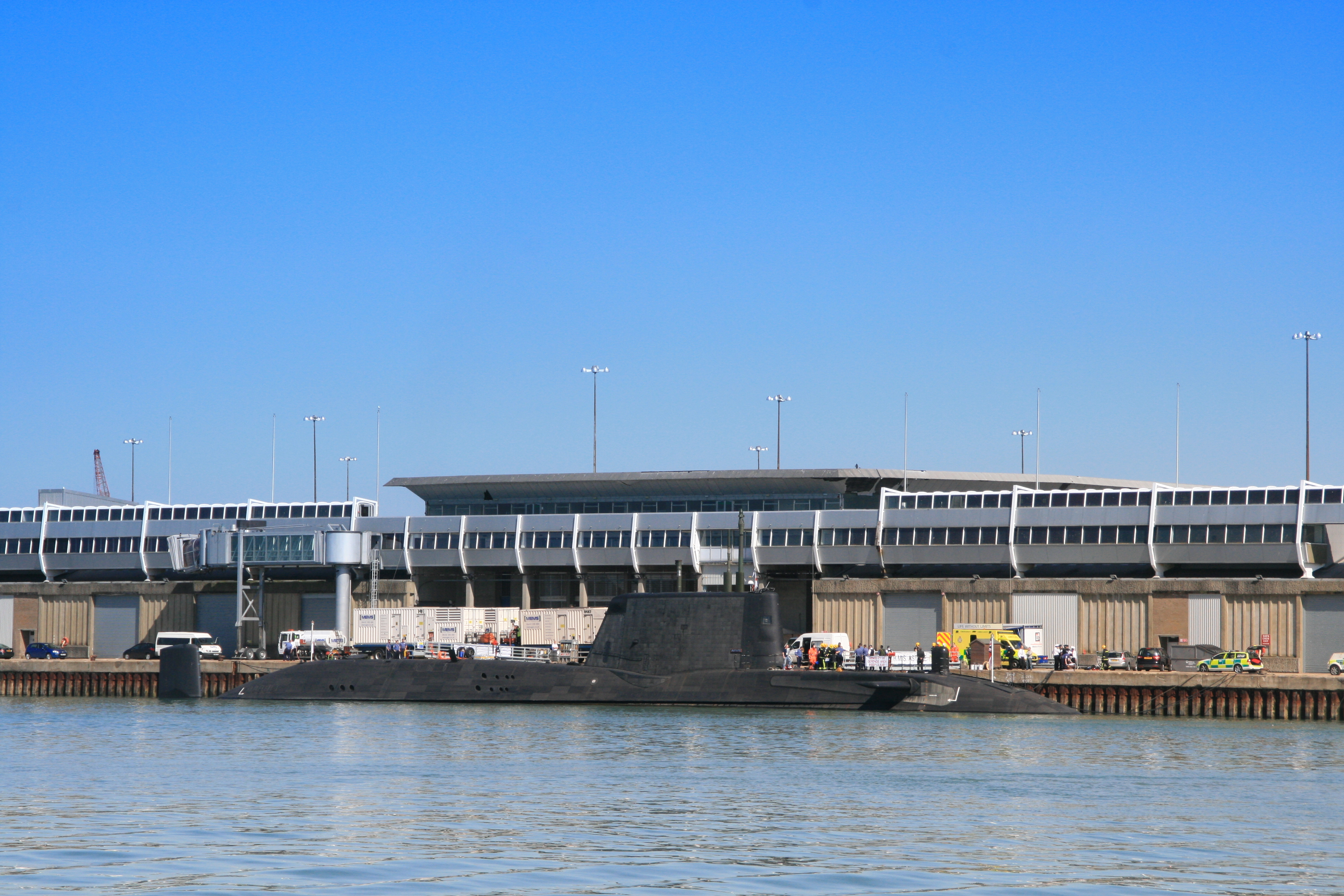
事件発生後にサウサンプトン港の38番バースに係留中の「アスチュート」
2011年4月8日

2011年4月8日12時過ぎに、PR活動のためサウサンプトン・ドックに係留中だった「アスチュート」艦上において、士官一名が撃たれ死亡、数名が怪我を負う事件が発生した。事件時にはサウサンプトン市議会議長、市長、事務長が乗船しており、岸壁では見学に訪れていた小学生が乗船を待っていた。潜水艦の指揮室における警備任務の引継ぎ中に、一人の上等水兵がSA80アサルトライフルを発砲し、市議会議長のロイストン・スミスとRAFの航空機関士であった事務長のアリステア・ニールにより制圧された。
スミスは次のように証言している。「我々は指揮室におり、何者かが入室し、言葉が交わされた。彼（犯人）が他の人物と共に退室したのち、2度の発砲が起き、入室した彼が再び撃ち始めた。弾倉には30発の弾が込められていたので誰かが彼を止めなければいけないと思った。私は彼を壁に押し付け、掴み合いになり、それから別の壁に押し付けて床に伏せさせた。なんとか武器を取り上げて、それを脇にあったテーブルの下に投げた。彼を抑えながら助けを求めて叫び、事務長が最初に駆けつけ、彼が上手く拘束した。」
犯人である22歳のライアン・ドノバン上等水兵はハンプシャー州警察の警官により逮捕された。死亡したのはウィンガン出身で36歳の武器担当士官イアン・モリヌー少佐で、他にクリス・ホッジ少佐が腹部を撃たれ重傷を負った。